# 大和ハウスリアルティマネジメント
大和ハウスリアルティマネジメント株式会社（だいわハウスリアルティマネジメント。英：Daiwa House Realty Mgt.Co.,Ltd.）は、東京都千代田区に本社を置く、不動産賃貸業・施設管理運営事業を行う企業。大和ハウス工業が100%出資する子会社であり、大和ハウスグループに属する。2021年9月までの社名は大和情報サービス株式会社（だいわじょうほうサービス）。
「アクロス (across) 」「イーアス (iias) 」などのブランドで、ショッピングセンターを全国に展開する。また大和ハウスグループや他社物件の管理業務も行う。2021年10月の商号変更後は、当社が吸収合併したダイワロイヤル株式会社が運営していたホテル（ダイワロイネットホテルズ）と商業施設の運営も承継した。

## 概要
主幹事業は、商業施設などの建物を賃貸する不動産賃貸業である。過去の社名には「情報サービス」と含まれていたがシステムインテグレーターではない。「情報サービス」の「情報」は不動産物件情報の意であり、「サービス」も建物や土地のオーナーとテナントを結びつけるサービスの提供を意味する。また社名が類似する大和システムは同根（大和ハウスグループとして設立）だが別会社である。

### 事業内容
- 不動産賃貸（アクロスプラザシリーズ他）
- 商業施設の運営（アクロスモールシリーズ他）
- 不動産（ビル・ホテル・商業施設等）の管理（プロパティマネジメント）
- 駐車場の経営
- 都市型ホテル等の運営

## 沿革
- 1986年（昭和61年）
  - 1月 - 大和ハウス工業100%出資により大和情報サービス株式会社として設立。本社所在地は、大阪市西区阿波座一丁目5番16号。資本金は5,000万円。
  - 3月 - 店舗転貸事業開始（第1号：テナント会社アルペン）。
  - 4月 - 宅地建物取引業者の知事認可を取得。
- 1989年（平成元年）
  - 4月 - 複合店舗「アクロスセブン」オープン（盛岡）賃貸開始。
  - 10月 ‐ 宅地建物取引業者の国土交通省免許を取得。
- 1990年（平成2年）
  - 1月 ‐ 東京都中央区新川一丁目15番5号へ本社移転。
  - 4月 ‐ ビル転貸事業開始「長野MTビル」。
  - 6月 - 施設管理事業開始。
- 1992年（平成4年）
  - 6月 - 東京都台東区上野七丁目14番4号へ本社移転。
  - 7月 - 本格的なシティーホテル「ロイトン札幌」の施設管理開始（北海道札幌市）
- 1993年（平成5年）12月 - 本格的複合店舗「パピヨンプラザ」がオープン（福岡市博多区）。
- 1995年（平成7年）
  - 6月 - 資本金を2億円へ増資。
  - 8月 - 特定建設業の東京都知事許可取得。
- 2002年（平成14年）12月 - アウトレットモール「沖縄アウトレットモール・あしびなー」がオープン（沖縄県豊見城市）。
- 2003年（平成15年）3月 - インモール型ショッピングセンター「湘南モールフィル」がオープン。
- 2006年（平成18年）
  - 1月 -「湘南モールフィル環境レポート2005」が、第9回環境コミュニケーション大賞環境報告書部門において「奨励賞」を受賞。
  - 4月 - 当社直営インモール型ショッピングセンター「アクロスモール」第1号「アクロスモール守谷」オープン（茨城県守谷市）
  - 10月 - 警備業の認定を受ける
- 2008年（平成20年）11月 - アクロスモール守谷を全館リニューアルオープン。
- 2009年（平成21年）5月 - 湘南モールフィルをリニューアルオープン。
- 2015年（平成27年）3月 - 太陽光地上置き第1号「東松山太陽光発電所」開所（埼玉県東松山市）

都市型複合商業施設「アクロスキューブ」第1号　「アクロスキューブ金沢」オープン（石川県金沢市）
- 2016年（平成28年）7月 - 東京都千代田区飯田橋2丁目18番2号へ本社移転。
- 2019年（平成28年）
  - 11月 - 当社初の風力発電所「羽幌町汐見風力発電所」稼動開始（北海道苫前郡羽幌町）
  - 12月 - 第二種金融商品取引業（関東財務局長）登録
- 2021年（令和3年）10月 - 当社を存続会社としてダイワロイヤル株式会社を吸収合併、大和ハウスリアルティマネジメント株式会社に商号変更[1]。
- 2022年（令和4年）
  - 3月 - 韓国にロイネットホテルソウル麻浦をオープン
  - 4月 - 子会社ダイワロイヤルホテルシティ株式会社を、ダイワロイネットホテルズ株式会社へ商号変更。全ダイワロイネットホテルの運営をダイワロイネットホテルズ株式会社へ委託。

## 主な管理物件
一部のみ記載。全ての管理物件については、大和ハウスリアルティマネジメント公式サイト内「自社ブランド商業施設」を参照のこと。

### ショッピングセンター

#### 大和ハウスグループ
- アクロス
  - アクロスモール
    - アクロスモール守谷
    - アクロスモール新鎌ヶ谷
    - アクロスモール八王子みなみ野
    - アクロスモール泉北
    - アクロスモール春日 - 2020年11月2日に西友・JLLモールマネジメント（当時、現：JLLリテールマネジメント）から運営受託。旧「ザ・モール春日」。

  - アクロスプラザ（アクロスガーデンなどもある）
    - アクロスプラザいとうづ
    - アクロスプラザ森町
    - KCA・アクロスプラザ大分駅南
    - アクロスプラザ結城
    - アクロスプラザ古島駅前
    - ショッピングタウンアクロス能代

  - アクロスパーキング
- イーアス
  - iiasつくば
  - iias高尾
  - iias沖縄豊崎
  - iias春日井
- フォレオ
  - フォレオ大津一里山
- シンフォニープラザ沼館
- 湘南モールフィル
- 沖縄アウトレットモール・あしびなー
- りんくうプレジャータウンSEACLE

##### 過去に存在した店舗
- イーアス札幌（現・ラソラ札幌） - 2017年、ラサール・インベストメント・マネージメントに売却。管理運営はJLL日本が担う[2]。
- アクロス多摩境
- アクロス豊川

#### 旧・ダイワロイヤル株式会社が運営していた商業施設
出典：ダイワロイヤル株式会社公式サイト「会社概要」
- ジョイフルタウン国分 - 鹿児島県国分市、1996年3月8日オープン[3]（→閉店後に解体、跡地はマンション）
- 横浜青葉ガーデン桂台 - 横浜市青葉区、2000年11月3日オープン
- 利府ペアガーデン - 宮城県利府町、2001年3月1日オープン
- フェスティバルガーデン籠原 - 埼玉県熊谷市、2002年9月19日オープン
- カメリアガーデン幸田 - 愛知県幸田町、2003年10月1日オープン
- フェニックスガーデンうきのじょう - 宮崎県宮崎市、2003年11月19日オープン
- COMBOX光明池 - 大阪府和泉市、2004年4月16日オープン
- 久居インターガーデン - 三重県久居市、2004年10月1日オープン
- カトレアガーデン宇都宮南 - 栃木県宇都宮市、2004年10月20日オープン
- ステップガーデン藤原台 - 神戸市北区、2004年10月29日オープン
- グランパレッタ熊本 - 熊本県熊本市、2004年12月23日オープン
- モンティグレ - 和歌山県和歌山市、2005年4月2日オープン（ダイワロイネットホテル和歌山に併設）
- グリーンガーデン武蔵藤沢 - 埼玉県入間市、2005年6月21日オープン
- ライフガーデン岡谷 - 長野県岡谷市、2005年7月12日オープン
- サザンモールセカンドストリート - 神戸市灘区、2005年7月15日オープン
- ボックスタウン箱崎 - 福岡市東区、2006年3月31日オープン
- COMBOX310 - 茨城県水戸市、2006年4月26日オープン（ダイワロイネットホテル水戸に併設）
- ブライトガーデン明和 - 三重県明和町、2006年10月26日オープン
- フォレオひらかた - 大阪府枚方市、2006年12月15日オープン
- ライフガーデン利府 - 宮城県利府町、2007年11月23日オープン
- 別府山の手ライフガーデン - 大分県別府市、2007年12月7日オープン
- ライフガーデンにらさき - 山梨県韮崎市、2009年4月29日オープン
- ライフガーデン綱島 - 横浜市港北区、2009年11月13日オープン
- ライフガーデン潮芦屋 - 兵庫県芦屋市、2010年3月1日オープン
- ライフガーデン新浦安 - 千葉県浦安市、2010年9月15日オープン
- ライフガーデン新宮中央 - 福岡県糟屋郡、2011年10月28日オープン
- ライフガーデン国分 - 鹿児島県霧島市、2012年5月31日オープン
- ライフガーデン東松山 - 埼玉県東松山市、2014年6月13日オープン

#### 他社物件
- ランドブレイン千歳モール
- アワーズもりや - 茨城県守谷市（ショッピングセンター）
- クイズゲート浦和 - 埼玉県さいたま市緑区（ショッピングセンター）
- ジャガーグリーン - 大阪府守口市（ショッピングセンター）
- RiM-f（旧：福山そごう）
- パピヨンプラザ（旧・JT福岡工場、現・ブランチ博多パピヨンガーデン）

### ホテル

#### 大和ハウスグループ
- DAIWA ROYAL HOTEL（大和リゾート）
  - ロイトン札幌
  - Royal Hotel 富山砺波（旧・砺波ロイヤルホテル）
- ダイワロイネットホテルズ
  - ダイワロイヤル運営時代は、ダイワロイネットホテル和歌山とダイワロイネットホテル四ツ橋のみ運営。運営ホテルについてはダイワロイネットホテルズ#ホテル一覧を参照。

#### 他社物件
- リッチモンドホテルズ（ロイヤルホールディングスグループ）

### オフィスビル
- 大和ハウス大阪ビル（大和ハウス工業本社ビル）
- 大和ハウス東京ビル

### その他
- ディスカウント ドラッグコスモス（ドラッグストア）
- ワンダーグー（CDショップ・つくば店）
- ライフ（相模原若松店）
- 六門ビル（飲食テナントビル・港区六本木）
- セブン-イレブン
- ファミリーマート
- ローソン
- 大創産業
- 西松屋
- みずほ銀行